# Либерецки край
Либерецкият край (на чешки: Liberecký kraj или Liberecko) е един от краевете на Чешката република. Разположен е в северната част на страната в историческия регион Бохемия. Административен център на края е град Либерец.

## География
Либерецкият край е вторият най-малък по територия край в Чешката република след столичният район Прага и заема едва 4 % от площта на държавата. На изток и югоизток граничи с Краловохрадецкия край, на юг - със Среднобохемския край, на запад с Устецкия край. На северозапад граничи с провинция Саксония в Германия, а на североизток – с Долносилезийското войводство в Полша, с които споделя съответно 20 и 130 km държавно граница. Селското стопанство заема 22,3 % от територията на края, което е под средния показател за страната. Голяма част (44,2 % от територията на края) е заета от гори.

## Административно деление
Съставен е от следните четири окръга (от запад на изток) – Ческа Липа, Либерец, Яблонец над Ниса и Семили.

## Население

### Етнически състав през 2001 г.
Численост и дял на етническите групи според преброяването на населението през 2001 г.:
|            | Численост | Дял (в %) |
| Общо       | 428 184   | 100.00    |
| Чехи       | 399 917   | 93.39     |
| Словаци    | 8743      | 2.04      |
| Германци   | 3722      | 0.86      |
| Поляци     | 1924      | 0.44      |
| Украинци   | 1378      | 0.32      |
| Виетнамци  | 703       | 0.16      |
| Цигани     | 615       | 0.14      |
| Моравци    | 573       | 0.13      |
| Руснаци    | 523       | 0.12      |
| Силезци    | 41        | > 0.01    |
| Други      | 2317      | 0.54      |
| Неизвестни | 7728      | 1.80      |